# 黃灝玄
黃灝玄，GBS，JP（1959年10月22日—），前任財經事務及庫務局常任秘書長（財經事務），目前擔任香港大學政治與公共行政學系兼任教授。

## 簡歷
黃灝玄1982年在香港中文大學企業管理系畢業，8月加入政務職系，1999年1月晉升至首長級乙一級政務官，2001年1月晉升至首長級甲級政務官，2006年9月晉升至首長級甲一級政務官。 
黃灝玄曾在多個決策局及部門工作，包括前政務總署、前行政立法兩局非官守議員辦事處政務主任、前教育統籌科助理教育統籌司、前貿易署首席貿易主任及香港駐日內瓦經濟貿易辦事處副代表。他於1994年4月至1997年11月出任布政司政務助理（後改稱政務司司長政務助理）
黃灝玄曾任重要職位包括：
- 1997年12月至2000年8月：香港駐布魯塞爾歐洲共同體特派代表
- 2000年：政務司司長辦公室行政署長
- 2004年3月22日至2005年7月31日：香港駐布魯塞爾歐洲共同體特派代表
- 2005年8月1日至2006年1月：香港行政長官辦公室常任秘書長[6]
- 2006年2月至2011年1月：公務員事務局常任秘書長[6]
- 2011年1月17日至2014年12月24日：商務及經濟發展局常任秘書長（工商及旅遊）
- 2014年12月30日-2019年9月9日：財經事務及庫務局常任秘書長（財經事務）

| 政府职务        | 政府职务                                                                | 政府职务      |
| --------------- | ----------------------------------------------------------------------- | ------------- |
| 前任： 區璟智   | 財經事務及庫務局常任秘書長（財經事務） 2014年12月30日 -2019年9月9日     | 繼任： 李美嫦 |
| 前任： 蔡瑩璧   | 商務及經濟發展局常任秘書長（工商及旅遊） 2011年1月17日 - 2014年12月26日 | 繼任： 容偉雄 |
| 前任： 黎高穎怡 | 公務員事務局常任秘書長 2006年2月13日－2010年12月23日                    | 繼任： 黃鴻超 |
| 首任            | 香港特別行政區行政長官辦公室常任秘書長 · 2005年8月1日－2006年1月        | 繼任： 張琼瑤 |
| 前任： 尤曾家麗 | 政務司司長辦公室 行政署長 2000年－2004年                                | 繼任： 張琼瑤 |